# Hanna Kohner

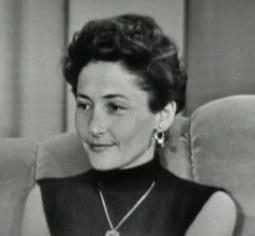
Hanna Kohner (1953)

Hanna Bloch Kohner (* 7. September 1919 in Ústí nad Labem, Tschechoslowakei, als Johanna Adele Bloch; † 7. Februar 1990 in Los Angeles) war eine tschechische, in die USA emigrierte Holocaust-Überlebende. Sie wurde 1953 durch einen Auftritt in der US-amerikanischen Fernsehsendung This Is Your Life bekannt, während dessen vermutlich erstmals einem breiten Publikum die vollständige Biographie eines Holocaust-Überlebenden präsentiert wurde.

## Leben
Hanna Kohner wurde 1919 in Aussig als Tschechin mit dem Namen Johanna Adele Bloch geboren und wuchs in Teplitz-Schönau bei den jüdischen Eltern Max und Hertha Bloch auf.
Nach dem Einmarsch der Deutschen ins Sudetenland 1938 floh sie nach Amsterdam, wo sie als Hausmädchen arbeitete. Ihr Jugendfreund und späterer Ehemann Walter Kohner hatte indessen in die USA flüchten können, was Hanna Bloch aufgrund der dortigen Quotenregelung bis zum Kriegsende verwehrt blieb. Nach der deutschen Invasion in die Niederlande 1940 heiratete sie den deutschen Flüchtling Carl Benjamin, um eine mögliche Deportation zu verhindern. Zunächst trug sie nun seinen Namen. 1943 wurde sie von der Gestapo verhaftet und 1944 nach Theresienstadt, dann nach Auschwitz deportiert, wo im Juli ihre Eltern und im Oktober ihr Ehemann ermordet wurden. Sie selbst musste sich im selben Monat unter widrigen Umständen einer Abtreibung unterziehen, vermittelt durch ihren ebenfalls im Lager befindlichen Bruder Gottfried. Ende 1944 wurde Hanna Bloch Benjamin nach Mauthausen verbracht, wo sie unter schwerer körperlicher Arbeit die Zeit bis zur Befreiung im Mai 1945 verbrachte.
Unter Vermittlung eines amerikanischen Soldaten konnte sie direkt nach der Befreiung Kontakt zu Walter Kohner aufnehmen, der für die US-Armee in Luxemburg stationiert war und dort für die Alliierten bei Radio Luxemburg arbeitete. Im selben Jahr noch heirateten sie, 1946 erfolgte der gemeinsame Umzug nach Los Angeles, wo Walter fortan als Theateragent arbeitete.
1953 fand Hanna Kohners kontrovers diskutierter Fernsehauftritt statt. 1955 gebar sie ihre einzige Tochter Julie, nachdem sie infolge der Abtreibung in Auschwitz acht Fehlgeburten erlitten hatte. 1984 veröffentlichte sie gemeinsam mit ihrem Gatten und unter Mithilfe seines Bruders Friedrich Kohner die gemeinsame Liebesgeschichte, darin enthalten Memoiren und auch Berichte aus der Kriegszeit.
Am 7. Februar 1990 erlag Hanna Kohner in Los Angeles einem Herzinfarkt.

## Fernsehauftritt

### Ablauf
Der Fernsehauftritt bei This Is Your Life vom 27. Mai 1953 war – v. a. bedingt durch das Konzept der Sendung – von eher unbeholfenen und emotionalen als überlegten Momenten geprägt. Nachdem Hanna Kohner von ihrem Freundeskreis vorgespiegelt worden war, ein Freund, der Schauspieler Jeffrey Hunter, solle auf die Bühne geholt werden, hatte sie diesen nichtsahnend an den Produktionsort der Sendung, das El Capitan Theatre in Hollywood, begleitet. Kurz nach Beginn der Sendung eröffnete Moderator Ralph Edwards ihr gemeinsam mit Hunter das wahre Vorhaben.
Hauptgegenstand jeder Sendung war die Wiedergabe der sorgsam recherchierten Biographie des Gastes durch den Moderator, ergänzt durch zumeist rhetorische Fragen an den Gast und Auftritte von Personen, die für das Leben des Gastes von Bedeutung waren, jedoch aus seinem Blickfeld geraten waren. Die halbstündige Episode mit Kohner war minutiös dramaturgisch geplant, sodass als Höhepunkt der Sendung überraschend der aus Israel eingeflogene Bruder Gottfried die Bühne betrat. Zuvor waren während der Präsentation von Hanna Kohners Lebenslauf verschiedene wichtige Personen ihres Lebens erschienen: ein Kindheitsfreund, eine Mitinsassin aus den NS-Lagern, eine Nachbarin aus Amsterdam aus der Nachkriegszeit, Kohners Mann Walter und der amerikanische Soldat aus Mauthausen.
Diverse Erzählungen und Darstellungen wurden mit Musik untermalt, etwa die deutsche Invasion mit dem Horst-Wessel-Lied oder die Befreiung des Lagers mit Beethovens 5. Symphonie. Mehrmals wurde eine durch die sachlichen Schilderungen aufgebaute Ernsthaftigkeit gebrochen, indem Moderator Edwards hastig in seiner Agenda fortfuhr.
Durch die gesamte Episode zieht sich das Narrativ, Amerika habe Kohner Schutz gewährt, es sei ihre Wunschheimat und sie wirke obendrein auch wie eine junge Amerikanerin. Nicht ausdrücklich erklärt wird hingegen, dass sie allein aufgrund der damaligen Einreisebestimmungen Amerika vor dem Krieg nicht mehr hatte erreichen könnten.
Dass die Abtreibung in Auschwitz keine Erwähnung findet, kann zum Teil der stringenten Dramaturgie der Sendung zugerechnet werden, zum Teil aber auch schlicht einem damaligen gesellschaftlichen Tabu.
Zum Ende der Sendung ruft der Moderator zu Spenden für den United Jewish Appeal unter dem Stichwort Hanna auf; der Sponsor habe bereits 1000 Dollar eingezahlt.

### Forschungsinteressen

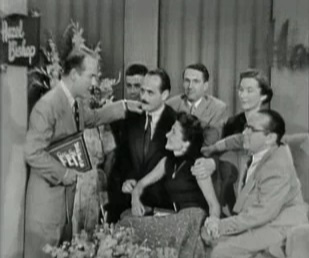
Auch wegen des Gruppenbilds gegen Ende wird die Sendung mit Hanna Kohner mitunter als Vorläufer späterer Holocaust-Interviews angesehen.

Für die Holocaust-Forschung sind insbesondere jene Aspekte relevant, die evidente Gemeinsamkeiten oder Unterschiede zum Umgang mit dem Holocaust ab der Holocaust-Serie 1978 aufweisen, weil This Is Your Life einer Zeit entstammt, da noch kaum Konventionen zum Umgang mit diesem Thema vorlagen. Auffällig sind u. a. folgende Punkte:
- In seinen einleitenden Worten spricht Edwards von „Hitler’s cruel purge of German Jews“. Abgesehen davon, dass nicht allein deutsche Juden zu Opfern wurden[21], wies der Begriff purge („Säuberung“) eine stalinistische Einfärbung auf und wurde meist nur in Verbindung mit der sowjetischen Geschichte gebraucht. Hieran wird deutlich, dass sich noch kein allgemein anerkannter Terminus etabliert hatte wie heutzutage „Holocaust“ und „Shoah“.[22]
- Das bis heute gebräuchliche Bild der Duschen als Verbildlichung der Vernichtungslager taucht bereits in Hanna Kohners Auftritt auf. Der Moderator erklärt zu den Vorgängen bei der Aufnahme ins Lager, jeder Häftling habe ein Stück Seife erhalten, um damit die Duschräume aufzusuchen – in der Ungewissheit, ob schließlich Wasser oder Gas ausströmen würde.[23]
- Der Hauptsponsor der Sendung, Hazel Bishop, verzichtete laut Edwards allein des Themas wegen auf Werbeeinblendungen während Hanna Kohners Biographie. Die Frage möglicher Pietätlosigkeit durch Werbeunterbrechungen wurde auch in den 1990er Jahren in Amerika und Deutschland wieder aktuell, nämlich bei Steven Spielbergs Film Schindlers Liste.[24]
- Von der Shoah Foundation wurden ab den 1990er Jahren großflächig Interviews mit Holocaust-Überlebenden durchgeführt. Jan Taubitz (Universität Erfurt) sieht Gemeinsamkeiten zwischen der Machart von This Is Your Life und der Gestaltung von Gesprächen der Shoah Foundation, etwa die gewollt anheimelnde Kulisse, das Gruppenbild mit Verwandten und Bekannten zum Schluss sowie das erklärte Ziel, Emotionen hervorzurufen.[25] Er sieht in diesen Gemeinsamkeiten die Keimzelle eines ab der Holocaust-Serie herausgebildeten „Masternarrativs“.[26]
- Aufgrund der wenig offenen Interviewtechnik des Moderators sind Taubitz und Jeffrey Shandler (Rutgers University) uneins, ob This Is Your Life eine frühe Form (Taubitz) oder aber das Gegenteil (Shandler) der Life-history-Interviewtechnik darstellt, deren Ziel es ist, vermittels offener, chronologisch sortierter Fragen ein möglichst umfassendes Abbild einer Lebensgeschichte zu erhalten.[27]

### Politischer Hintergrund
Die Sendung wurde weniger als einen Monat vor der umstrittenen Hinrichtung der mutmaßlichen sowjetischen Spione Ethel und Julius Rosenberg produziert. Jeffrey Shandler vermutet, dass die ausgezeichnete Integration der Juden gegenüber antikommunistischen Stimmen in der Bevölkerung (mitunter als displaced persons angesehen) gezeigt werden sollte (Edwards über Kohner: „loyalty and devotion to the land of your adoption“), und verweist in diesem Zusammenhang auf die jüdischen Produzenten der Sendung Axel Gruenberg und Alfred Paschall.